# Pseudopterogorgia blanquillensis
Pseudopterogorgia blanquillensis är en korallart som först beskrevs av Stiasny 1941.  Pseudopterogorgia blanquillensis ingår i släktet Pseudopterogorgia och familjen Gorgoniidae. Inga underarter finns listade i Catalogue of Life.